# Akera silbo
Akera silbo is een slakkensoort uit de familie van de Akeridae. De wetenschappelijke naam van de soort is voor het eerst geldig gepubliceerd in 2009 door Ortea & Moro.